# 天主教江南代牧区
江南代牧区是天主教會曾於中國清代在南方的江苏和安徽两省（清初曾称为江南省）设立的宗座代牧區，為現今南京、上海、蕪湖等教區的共同起源。

## 历史

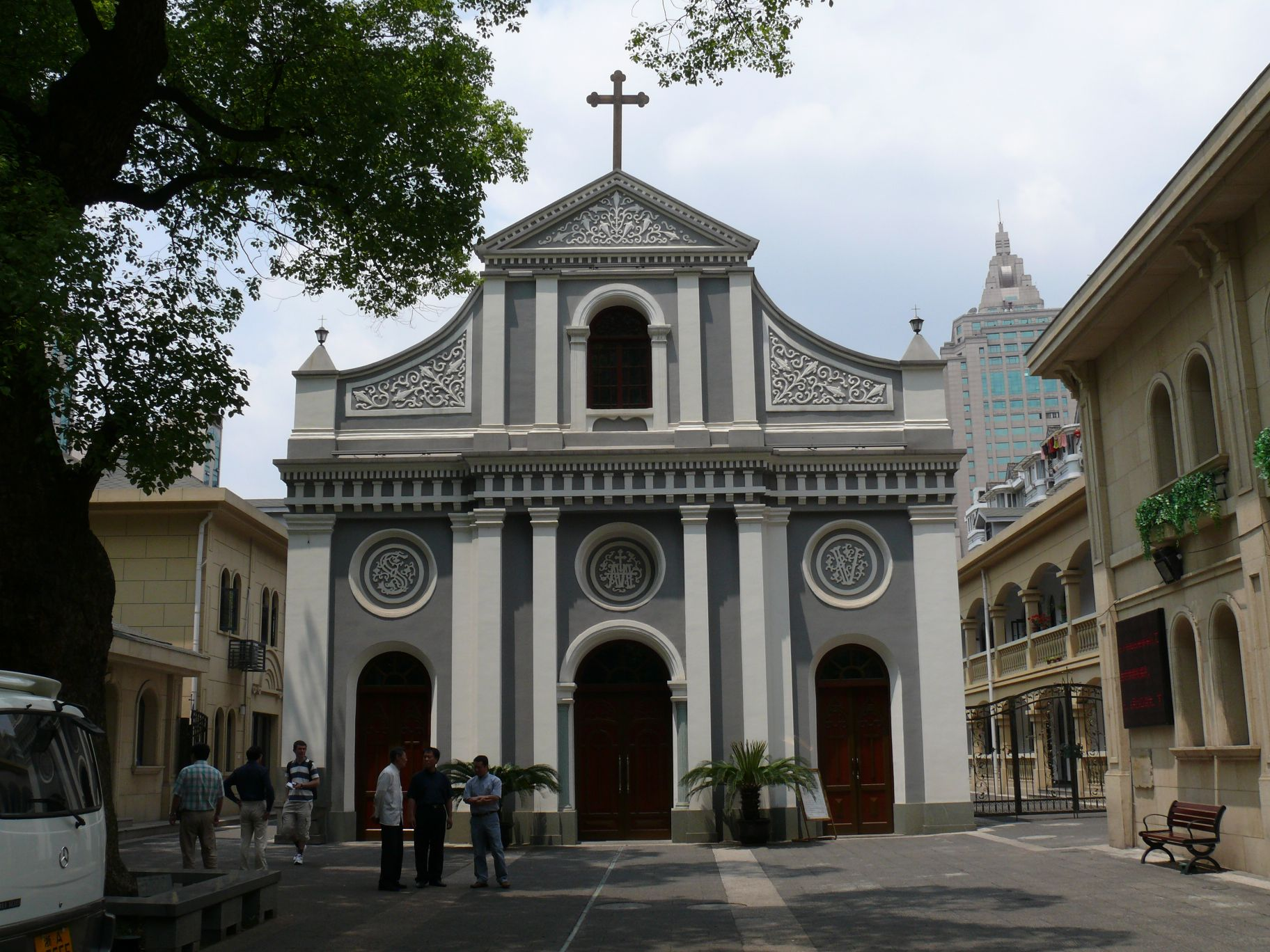
杭州圣母无原罪主教座堂

江苏和安徽两省，特别是江苏省，为大片的冲积平原，是中国最富裕、人口最稠密的省份之一。两省的人口总数超过6千万人。耶稣会的利玛窦神父是第一位传教士，在16世纪末将天主教介绍给中国。他得到了朝廷大臣徐光启的帮助，他们在广东首次相遇，后来又在北京重逢。
1603年徐光启在南京受洗，然后回到故乡上海，使许多中国人皈依天主教。1607年他从北京请来郭居静神父，在上海城内建造了一座小教堂。1633年徐光启在北京去世，1641年遗体运回上海，安葬在西郊徐家汇，后来江南代牧区的主要基地就位于其墓地附近。耶稣会会士Francesco Brancati和Geronimo de Gravina在这一时期建造了松江府、苏州府和崇明的教堂；Sambriani神父建造了南京、Shanking扬州和淮安府的教堂。从1644年到1661年，江南传教区享受着和平的时期，但是对于工作，传教士的数目还是太少。
1660年教廷成立南京代牧区，交给多明我会的中国会士罗文藻（Ignazio Cotolendi）主教负责。在1664年到1671年的迫害时期，有20位耶稣会会士被驱逐到澳门，南怀仁神父后来在北京获得释放。康熙帝去世后，雍正帝宣布驱逐江南所有传教士；但是还是有少数传教士隐藏了起来，得到12位或15位中国神父的帮助，照料教区内的信徒。1690年教廷宣布成立南京教区，由葡属印度果阿总主教节制，管理江南省和河南省两省教务。南京的第一位主教是来自米兰的耶稣会会士Allessandro Ciceri，1696年2月2日在澳门祝圣。他的最后一位继承者是葡萄牙遣使会会士毕学源（Gaietano Pires-Pireira，1846年在北京去世）。 
从1736年开始了持续了一个世纪的血腥迫害。在江南，第一位被捕的神父是Tristan of Athemis。1747年12月21日，Anthony Joseph Henriquez神父被捕获。1748年9月17日，有传教士在苏州被绞死。
1842年8月，中英《南京条约》签订。在此之前的7月11日，三位法国籍耶稣会士南格禄(Fr. Claude Gotteland S.J.)、李秀芳(Benjamin Brueyre, S.J.)与艾方济(Francois Esteve S.J.)已经重返中国。他们与法国驻华公使同船来华，随后秘密进入浦东乡村。他们在1844年的中法《黄埔条约》中获得许可，在中国传播天主教教义。罗伯济（Besi）主教指派李秀芳神父在1843年2月3日建立了修道院，有23名修生。1847年，耶稣会神父在靠近徐光启墓的徐家汇建立了基地，并开办孤儿院。1849年，教区内4750名信徒全部交给了法国耶稣会神父。1853年，太平天国占领南京，并占据两省大片地区达11年之久。 
1847年罗伯济主教辞职返回罗马，教区委托给助理主教赵方济。1849年赵方济接任南京教区主教，他在上海董家渡建造了主教座堂，并将洋泾浜住所（今四川南路）让给法国领事馆。1855年4月8日由于疾病返回欧洲，向教廷建议将南京教区委托给耶稣会。同年11月13日在那不勒斯去世。1856年，教廷撤销南京教区，改设江南代牧区，托付给法国耶稣会会士，年文思成为首任代牧（法国耶稣会还负责直隶东南代牧区，由郎怀仁任代牧）。在年文思任职的6年中，太平天国破坏了江南除了上海以外所有的天主教传教会。
1857年第二次鸦片战争开始，1858年签订了一个条约，但1860年战争再度爆发，战争结束时天主教获得在全中国自由传教的权利。
1862年7月31日，年文思主教因霍乱去世。1865年2月2日，郎怀仁主教由直隶东南代牧区调任江南代牧区宗座代牧，他立刻着手恢复受战乱毁坏的当地天主教会。1867年，他前往罗马，带回了虔诚的拯亡会和加尔默罗会修女，将她们安置在徐家汇耶稣会总院的对面（圣母院和圣衣院）。同一时期，他创办了徐家汇观象台，在1870年参加第一次梵蒂冈大公会议，但是在1874年中风，失去自理能力。